# Lloyd Isgrove
Lloyd Jeffrey Isgrove (Yeovil, 12 januari 1993) is een Welsh voetballer die bij voorkeur als offensieve middenvelder speelt. Hij stroomde in 2012 door vanuit de jeugdopleiding van Southampton.

## Clubcarrière
Isgrove werd op negenjarige leeftijd opgenomen in de jeugdopleiding van Southampton. Hij debuteerde op 30 oktober 2012 in het eerste elftal in een wedstrijd om de League Cup tegen Leeds United AFC. Hij viel in het duel na 67 minuten in voor Steve De Ridder. Isgrove maakte op 17 augustus 2014 zijn competitiedebuut voor Southampton in een uitwedstrijd tegen Liverpool (2–1 verlies). Hij viel die wedstrijd na 82 minuten in voor Steven Davis.

## Interlandcarrière
Isgrove werd in januari 2013 voor het eerst opgeroepen voor Wales –21. Hij debuteerde daarvoor op 6 februari 2013 in een vriendschappelijke wedstrijd tegen het jeugdelftal van IJsland.